# Bolanthus frankenioides
Bolanthus frankenioides är en nejlikväxtart som först beskrevs av Pierre Edmond Boissier, och fick sitt nu gällande namn av Youssef Ibrahim Barkoudah. Bolanthus frankenioides ingår i släktet Bolanthus och familjen nejlikväxter. Inga underarter finns listade i Catalogue of Life.